# Federazione italiana lavoratori commercio, albergo, mensa e servizi
La Federazione italiana lavoratori commercio, alberghi, mense e servizi (FILCAMS) è un sindacato italiano, facente parte della Confederazione Generale Italiana del Lavoro (CGIL).
La FILCAMS-CGIL organizza e tutela i lavoratori dipendenti da aziende del settore terziario, turismo e servizi. Sono compresi gli esercizi commerciali, gli alberghi, i ristoranti, i tour operator, le terme e i servizi in appalto.
Nel 2023 risultano iscritti alla FILCAMS-CGIL 599.607 lavoratrici e lavoratori.
Le controparti datoriali principali sono Confcommercio, Confindustria e Confesercenti.

## Storia

### I sindacati del commercio
Le origini della FILCAMS risalgono al 1854, quando fu costituita la prima società di mutuo soccorso fra gli impiegati e i commessi del commercio privato. A cavallo tra il XIX e il XX secolo le varie società diedero vita alle "unioni di miglioramento", aventi competenze territoriali e ricordate per aver stipulato le prime norme contrattuali del settore commerciale.
I primi risultati ottenuti dalle  Unioni furono le migliori condizioni dell'ambiente di lavoro e della dignità dei lavoratori. Gli obiettivi degli anni successivi furono, tra gli altri, la riduzione dell'orario di lavoro, il riposo festivo settimanale, l'assistenza in caso di malattia e la concessione di congedi annuali retribuiti.
Le  Unioni, riunite sotto la  Federazione dei commessi, facevano parte della  Confederazione nazionale dell'impiego privato, che si proponeva di ottenere la codifica di norme locali e, soprattutto, di una legge nazionale sul contratto di lavoro. La conquista di questa legge caratterizzò l'attività sindacale della categoria per tutto il primo quindicennio del Novecento. Dopo la pausa indotta dalla grande guerra, il primo decreto in materia venne promulgato nel 1919, mediando "sulle condizioni di fatto vigenti in materia attraverso gli usi e le consuetudini locali".
La  Confederazione dell'impiego privato italiana è ricordata come una delle tre organizzazioni sindacali ad aderire all'Internazionale sindacale rossa, creata a Mosca il 12 luglio 1921 nell'ambito del III Congresso della Terza Internazionale.

### I sindacati del turismo
Il primo sindacato nazionale del settore turistico venne creato nel 1911 a Firenze, durante un congresso organizzato su iniziativa dei lavoratori degli alberghi e delle mense toscane, e prese il nome di  Federazione italiana lavoratori degli alberghi e mense (FILAM). La sede nazionale venne successivamente a Milano, dov'era presente la sezione più numerosa, durante il II Congresso della Federazione.
Durante il cosiddetto biennio rosso la FILAM promosse e partecipò a un'ondata di scioperi che portarono alla conquista di molti traguardi sindacali: la firma di contratti provinciali di lavoro; l'introduzione della "percentuale di servizio", che andava a sostituire la mancia, a quel tempo l'unica forma di salario; la concessione, ai figli bisognosi dei dipendenti, di periodi di vacanza in colonie climatiche balneari.

### Il ventennio fascista
La salita al potere dei fascisti, negli anni Venti del XX secolo, non indusse la  Confederazione nazionale dell'impiego privato ad un'opposizione dura e unitaria, preferendo mantenere una linea politica morbida di gestione quotidiana dei diritti di categoria.
La FILAM fu invece più combattiva, opponendosi al nuovo regime proclamando una lunga serie di scioperi ed agitazioni fino al 1924. Per questo molti lavoratori e dirigenti del sindacato subirono persecuzioni e condanne ad opera del neonato Tribunale Speciale.
Il 1925 segnò l'inizio della fine del libero sindacato in Italia: il 2 ottobre venne firmato, al Palazzo Vidoni di Roma, un accordo tra Confindustria e Corporazioni fasciste con cui vennero tolti tutti i diritti di rappresentanza alla CGdL e agli altri sindacati non allineati. L'anno successivo una delle leggi fascistissime, promulgata il 3 aprile, conferì il potere di contrattazione ai soli sindacati autorizzati, quelli fascisti. Venne così fondata la  Confederazione nazionale dei sindacati fascisti del commercio, composta da varie federazioni di categoria suddivise a loro volta in Sindacati di settore o branca merceologica.
Come negli altri sindacati fascisti, l'ordinamento contrattuale dei lavoratori del Commercio fece pendere la bilancia dei vari provvedimenti a favore dei maggiori gruppi imprenditoriali e a discapito delle condizioni dei dipendenti.

### La Repubblica Italiana
Con il crollo del regime i primi Sindacati dei lavoratori del Commercio si ricostituirono nell'Italia centrale verso la fine del 1944. Una volta terminata la seconda guerra mondiale furono organizzati, su iniziativa dei dirigenti provinciali di Firenze, Milano e Torino, alcuni convegni per la ricostituzione della  Federazione dei lavoratori del commercio, che conversero ad un Congresso costitutivo, svoltosi a Roma il 27 ottobre 1946, da cui nacque la  Federazione italiana lavoratori commercio e aggregati (FILCEA).
Per quanto riguarda il Turismo, nel secondo dopoguerra venne rifondata anche la FILAM, a rappresentanza dei lavoratori di alberghi, mense e terme.

### La nascita della FILCAMS
Nel 1960, nell'ambito del VI Congresso della FILCEA svoltosi a Roma dal 18 al 21 marzo, i delegati provinciali del commercio e quelli della FILAM discussero e approvarono la fusione dei due sindacati, portando alla nascita della  Federazione italiana lavoratori commercio, albergo, mensa e servizi (FILCAMS).
Tra i motivi della decisione, corroborata dall'approvazione dei lavoratori in varie assemblee nei posti di lavoro, c'era la volontà della CGIL di lavorare in maniera più compatta e proficua, dal momento che i datori dei due settori si erano già da tempo riuniti sotto un'unica sigla, la Confcommercio.
Dopo un iniziale interessamento alla fusione anche da parte della  Federazione italiana lavoratori ausiliari impiego (FILAI), il loro esecutivo decise di non accettare l'unificazione. L'evento fu comunque solo rimandato: nell'aprile 1974, in occasione del IV Congresso nazionale della FILCAMS svoltosi a Montecatini, venne sancito l'accorpamento della FILAI.

## Segretari generali
- 1960: Alieto Cortesi
- 1972: Domenico Gotta
- 1981: Gilberto Pasucci
- 1991: Aldo Amoretti
- 1999: Ivano Corraini
- 2008: Francesco Martini
- 2015: Maria Grazia Gabrielli
- 2023: Fabrizio Russo